# Los Bessons
Los Bessons
(en francès Les Bessons) és un municipi francès situat al departament del Losera i a la regió d'Occitània.